# Callistochiton mawlei
Callistochiton mawlei is een keverslakkensoort uit de familie van de Callistoplacidae. De wetenschappelijke naam van de soort is voor het eerst geldig gepubliceerd in 1916 door Iredale & May.